# تپه قلعه حسین‌آباد
تپه قلعه حسین‌آباد مربوط به دوره ساسانیان - سدهٔ ۸–۶ ه.ق است و در شهرستان میاندوآب، بخش مرکزی، دهستان زرینه رود جنوبی، روستای حسین‌آباد واقع شده و این اثر در تاریخ ۷ خرداد ۱۳۸۷ با شمارهٔ ثبت ۲۲۸۹۶ به‌عنوان یکی از آثار ملی ایران به ثبت رسیده است.